# Lane Spina
Lane Spina (ur. 3 stycznia 1962 w Reno) – amerykański narciarz, specjalista narciarstwa dowolnego. Startował w balecie narciarskim na igrzyskach olimpijskich w Calgary, gdzie był drugi, oraz na igrzyskach olimpijskich w Albertville, gdzie zajął trzecie miejsce. Za te wyniki nie otrzymał medali ponieważ balet narciarski był wtedy tylko dyscypliną pokazową i medali nie przyznawano. Na późniejszych igrzyskach Spina już nie startował.
Jego największym sukcesem jest złoty medal w balecie narciarskim wywalczony podczas mistrzostw świata w Lake Placid. Ponadto zdobył srebrny medal w tej samej konkurencji na mistrzostwach świata w Tignes oraz na mistrzostwach w Oberjoch, a na mistrzostwach świata w Altenmarkt zdobył medal brązowy. Najlepsze wyniki w Pucharze Świata osiągnął w sezonie 1991/1992, kiedy to zajął 6. miejsce w klasyfikacji generalnej, a w klasyfikacji baletu narciarskiego był trzeci. W sezonach 1985/1986, 1986/1987, 1987/1988, 1988/1989 oraz 1990/1991 zajmował drugie miejsce w klasyfikacji baletu.
W 1993 r. zakończył karierę.

## Osiągnięcia

### Mistrzostwa świata
| Miejsce | Dzień     | Rok  | Miejscowość | Konkurencja      | Zwycięzca          |
| ------- | --------- | ---- | ----------- | ---------------- | ------------------ |
| 2.      | 6 lutego  | 1986 | Tignes      | Balet narciarski | Richard Schabl     |
| 2.      | 1 marca   | 1989 | Oberjoch    | Balet narciarski | Hermann Reitberger |
| 1.      | 12 lutego | 1991 | Lake Placid | Balet narciarski | -                  |
| 3.      | 12 marca  | 1993 | Altenmarkt  | Balet narciarski | Fabrice Becker     |

### Puchar Świata

#### Miejsca w klasyfikacji generalnej
- sezon 1983/1984: 12.
- sezon 1984/1985: 53.
- sezon 1985/1986: 12.
- sezon 1986/1987: 9.
- sezon 1987/1988: 7.
- sezon 1988/1989: 8.
- sezon 1989/1990: 64.
- sezon 1990/1991: 7.
- sezon 1991/1992: 6.
- sezon 1992/1993: 74.

#### Miejsca na podium
1. Breckenridge – 20 stycznia 1984 (Balet narciarski) – 2. miejsce
2. Courchevel – 3 lutego 1984 (Balet narciarski) – 3. miejsce
3. Oberjoch – 3 marca 1984 (Balet narciarski) – 2. miejsce
4. Sälen – 20 marca 1984 (Balet narciarski) – 3. miejsce
5. Tignes – 27 marca 1984 (Balet narciarski) – 3. miejsce
6. Tignes – 11 grudnia 1984 (Balet narciarski) – 1. miejsce
7. Lake Placid – 19 stycznia 1985 (Balet narciarski) – 3. miejsce
8. Tignes – 10 grudnia 1985 (Balet narciarski) – 2. miejsce
9. Zermatt – 17 grudnia 1985 (Balet narciarski) – 2. miejsce
10. Breckenridge – 23 stycznia 1986 (Balet narciarski) – 2. miejsce
11. Breckenridge – 24 stycznia 1986 (Balet narciarski) – 2. miejsce
12. Voss – 8 marca 1986 (Balet narciarski) – 1. miejsce
13. Tignes – 12 grudnia 1986 (Balet narciarski) – 1. miejsce
14. Breckenridge – 21 stycznia 1987 (Balet narciarski) – 2. miejsce
15. Lake Placid – 22 stycznia 1987 (Balet narciarski) – 1. miejsce
16. Voss – 27 lutego 1987 (Balet narciarski) – 2. miejsce
17. Oberjoch – 6 marca 1987 (Balet narciarski) – 2. miejsce
18. La Clusaz – 25 marca 1987 (Balet narciarski) – 2. miejsce
19. La Plagne – 18 grudnia 1987 (Balet narciarski) – 2. miejsce
20. Mont Gabriel – 6 stycznia 1988 (Balet narciarski) – 3. miejsce
21. Mont Gabriel – 8 stycznia 1988 (Balet narciarski) – 2. miejsce
22. Lake Placid – 15 stycznia 1988 (Balet narciarski) – 2. miejsce
23. Oberjoch – 4 marca 1988 (Balet narciarski) – 2. miejsce
24. La Clusaz – 11 marca 1988 (Balet narciarski) – 3. miejsce
25. Hasliberg – 18 marca 1988 (Balet narciarski) – 1. miejsce
26. Tignes – 10 grudnia 1988 (Balet narciarski) – 3. miejsce
27. La Plagne – 16 grudnia 1988 (Balet narciarski) – 2. miejsce
28. Lake Placid – 14 stycznia 1989 (Balet narciarski) – 3. miejsce
29. Calgary – 20 stycznia 1989 (Balet narciarski) – 3. miejsce
30. Breckenridge – 27 stycznia 1989 (Balet narciarski) – 1. miejsce
31. Voss – 10 marca 1989 (Balet narciarski) – 2. miejsce
32. Åre – 16 marca 1989 (Balet narciarski) – 1. miejsce
33. Suomu – 22 marca 1989 (Balet narciarski) – 2. miejsce
34. Mont Gabriel – 5 stycznia 1990 (Balet narciarski) – 1. miejsce
35. Breckenridge – 19 stycznia 1990 (Balet narciarski) – 1. miejsce
36. La Plagne – 2 grudnia 1990 (Balet narciarski) – 3. miejsce
37. Tignes – 8 grudnia 1990 (Balet narciarski) – 2. miejsce
38. Zermatt – 14 grudnia 1990 (Balet narciarski) – 1. miejsce
39. Piancavallo – 16 grudnia 1991 (Balet narciarski) – 3. miejsce
40. Piancavallo – 20 grudnia 1990 (Balet narciarski) – 2. miejsce
41. Breckenridge – 17 stycznia 1991 (Balet narciarski) – 2. miejsce
42. Hundfjället – 22 marca 1991 (Balet narciarski) – 1. miejsce
43. Pyhätunturi – 14 marca 1991 (Balet narciarski) – 2. miejsce
44. Zermatt – 10 grudnia 1991 (Balet narciarski) – 1. miejsce
45. Whistler Blackcomb – 10 stycznia 1992 (Balet narciarski) – 1. miejsce
46. Breckenridge – 16 stycznia 1992 (Balet narciarski) – 3. miejsce
47. Breckenridge – 17 stycznia 1992 (Balet narciarski) – 3. miejsce
48. Lake Placid – 23 stycznia 1992 (Balet narciarski) – 1. miejsce
49. Madarao – 6 marca 1992 (Balet narciarski) – 2. miejsce

- W sumie 14 zwycięstw, 22 drugie i 13 trzecich miejsc.